# Conrad Aiken
Conrad Potter Aiken (Savannah, 5 agosto 1889 – Savannah, 17 agosto 1973) è stato uno scrittore e poeta statunitense appartenente alla corrente letteraria dell'imagismo.
Nel 1930 gli venne assegnato il Premio Pulitzer per la poesia.

## Opere

### Poesie
- Morning Song of Senlin
- A Letter from Li Po
- All Lovely Things

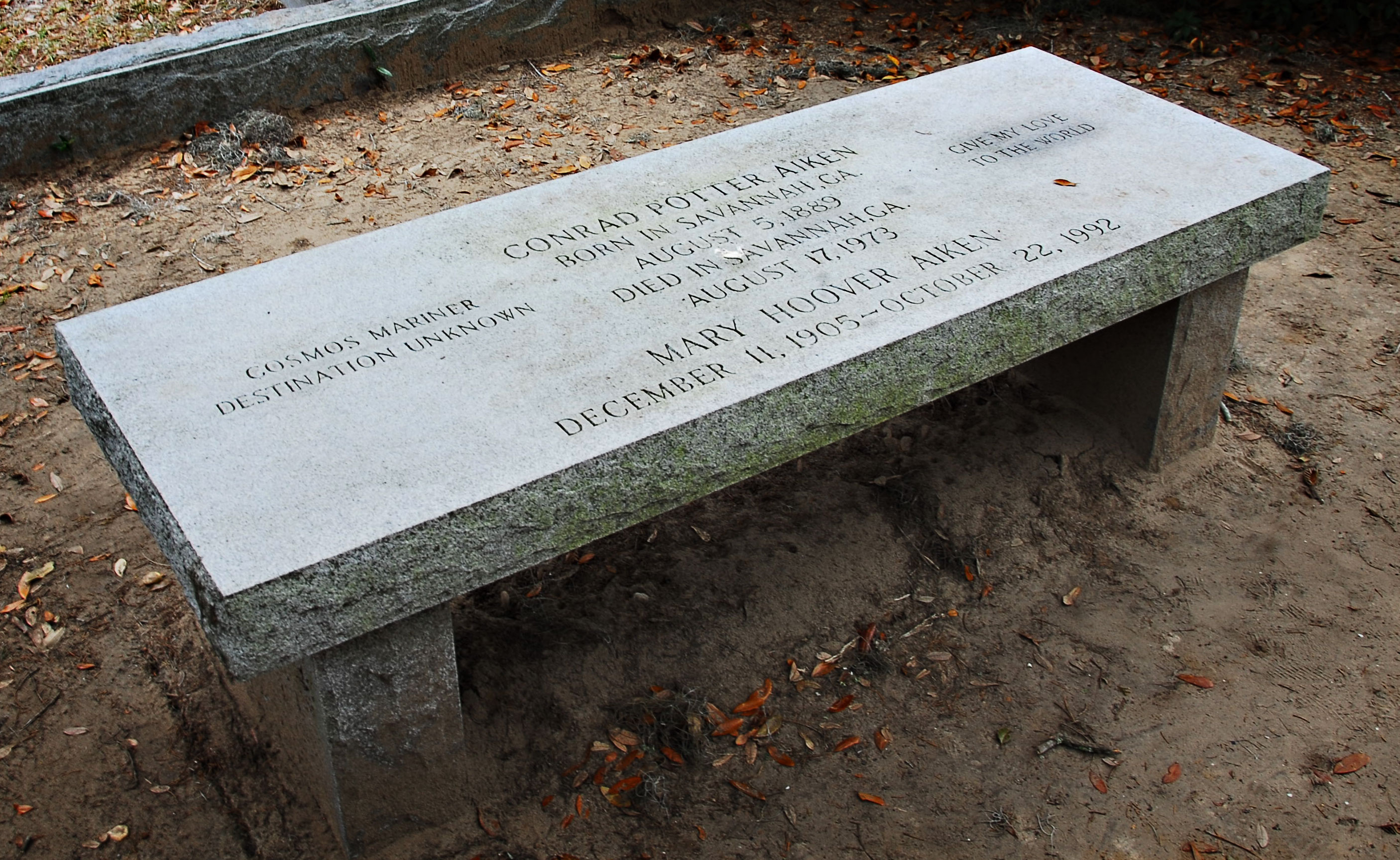
Panchina sulla tomba di Conrad Aiken al cimitero di San Bonaventura di Savannah in Georgia

- Beloved, Let Us Once More Praise the Rain
- Chiarascuro, Rose
- Discordants
- Evening Song of Senlin
- Hatteras Calling
- Improvisations: Light and Snow
- Music I Heard
- Nocturne of Remembered Spring
- Senlin: His Cloudy Destiny
- Senlin: His Dark Origins
- Senlin: His Futile Preoccupations
- Tetelestai
- The Carver
- The House Of Dust
- The Room
- The Trenches
- The Window
- Turns And Movies: Dancing Adairs
- Turns And Movies: Duval's Birds
- Turns And Movies: Rose And Murray
- Turns And Movies: The Cornet
- Turns And Movies: Violet Moore And Bert Moore
- Turns And Movies: Zudora

### Raccolte di poesie
- Nocturne of remembered spring: and other poems (Aiken, 1917)
- Selected Poems (Dickinson/Aiken, 1924)

### Romanzi e racconti brevi
- Scepticisms: Notes on Contemporary Poetry (1919)
- The Jig of Forslin (1916)
- Blue Voyage (1927)
- Great Circle (1933)
- King Coffin (1935)
- A Heart for the Gods of Mexico (1939)
- The Conversation (1940)
- Ushant (1952)
- Collected Short Stories (1960)
- A Reviewer's ABC: Collected Criticism of Conrad Aiken from 1916 to the Present (1961)
- Collected Short Stories of Conrad Aiken (1966)
- Thee (1967)

### Traduzioni in italiano
- Assoluto, insoluto (Mr. Arcularis) in "Carosello di narratori americani", Aldo Martello Editore, 1957
- La vita non è un racconto (16 racconti dell'autore), Club degli Editori, 1964
- Neve segreta, neve silenziosa, in "Il breviario del brivido", a cura di Bruno Tasso, Sugar, Milano, 1967